# Hueso artificial

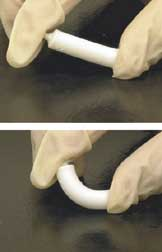
Flexible hydrogel-HA composite, which has a mineral-to-organic matrix ratio approximating that of human bone.

Al hablar de hueso artificial se hace referencia a materiales similares al hueso creados en un laboratorio que pueden ser usados en injertos óseos, para reemplazar huesos perdidos debido a fracturas severas y enfermedades de los huesos.

## Descripción general
Los huesos son órganos rígidos que sirven para varias funciones en el cuerpo humano (o generalmente en los vertebrados, incluyendo el aguante mecánico, protección de órganos blandos, producción de sangre (desde la Médula ósea), etc. El hueso es un tejido complejo: fuerte, elástico, y autorreparable.
Los huesos dañados pueden ser reemplazados por huesos de otras partes del mismo cuerpo (lo que limita la cantidad de hueso disponible), desde cadáveres o bien con diversas cerámicas o aleaciones metálicas (lo que puede resultar en el rechazo del cuerpo).
.
Ha habido muchas investigaciones hacia la creación de huesos artificiales. Richard J. Lagow, en la Universidad de Tejas en Austin, desarrolló una forma de crear una fuerte estructura porosa similar al hueso a partir del polvo óseo, la cual, una vez introducida en el cuerpo, puede permitir el crecimiento de los vasos sanguíneos, y ser reemplazado gradualmente por hueso natural. Investigaciones en el laboratorio de nacional Lawrence Berkeley han dado como resultado un compuesto de metal-cerámica que tiene, como el hueso, una microestructura fina, la cual puede ayudar a crear huesos artificiales. Un grupo de científicos británicos ha desarrollado el hueso inyectable, una sustancia blanda que se endurece en el cuerpo.  Ganaron el premio "Medical Futures Innovation" por su descubrimiento, y está previsto poner a prueba este material en ensayos clínicos.
Investigadores de la Universidad de Columbia han realizado un crecimiento anatómicamente correcto en un hueso de la mandíbula humana utilizando células madre, aunque se trató de un hueso sólido, sin otros tejidos que normalmente le acompañan,  tales como médula ósea, cartílago, o vasos sanguíneos. Otros investigadores, en el laboratorio de Istec biocerámicas en Italia, han producido un sustituto casi idéntico para los huesos humanos. El sustituto óseo tiene una estructura porosa que permite a los vasos sanguíneos y otros tejidos accesorios penetrar en él, lo que permite una perfecta integración en el hueso receptor. El proceso ha sido probado en ovejas y no mostró signos de rechazo después de varios meses.